# The Rebellion Against All There Is
Albums de Mac Mall
Mac to the Future
(2009) MACnifacence and MALLiciousness
(2014)
The Rebellion Against All There Is est le huitième album studio de Mac Mall, sorti le 9 octobre 2012.

## Liste des titres
| No  | Titre                              | Contient un (des) sample(s) de       | Durée |
| --- | ---------------------------------- | ------------------------------------ | ----- |
| 1.  | Mac Manifesto                      |                                      | 1:53  |
| 2.  | Dayz Like This                     | I Know What Boys Like des Waitresses | 4:39  |
| 3.  | My Room                            |                                      | 4:46  |
| 4.  | The Rebellion Against All There Is |                                      | 5:43  |
| 5.  | Izm                                |                                      | 5:01  |
| 6.  | War Drum Intro                     |                                      | 1:21  |
| 7.  | War Drum                           |                                      | 5:23  |
| 8.  | Get It In                          |                                      | 6:19  |
| 9.  | Dre Mobbin'                        |                                      | 4:55  |
| 10. | From tha Top                       |                                      | 0:30  |
| 11. | Everythang                         |                                      | 2:50  |
| 12. | For Love?                          |                                      | 3:43  |
| 13. | Round Here                         |                                      | 3:59  |
| 14. | Ain't Gonna Say Shit               |                                      | 0:34  |
| 15. | Country Ran By Thieves             |                                      | 3:48  |